# Крісаборол
Крісаборол, який, зокрема, продається під торговою маркою Eucrisa – це препарат, що використовується у топічній терапії атопічного дерматиту (атопічної екземи). Його використовують при легкому та середньому перебігу захворювання у дорослих пацієнтів та дітей віком від двох місяців. Препарат наносять на уражену ділянку шкіри.
До поширених побічних ефектів належать місцеві реакції у вигляді печіння, або поколювання. Інші побічні ефекти можуть включати алергічні реакції. Крісаборол - це інгібітор фосфодіестерази 4 (PDE-4/ФДЕ-4), і вважається, що він діє шляхом інгібування (пригнічення) вивільнення цитокінів.
Крісаборол був схвалений для застосування у медичній практиці в Сполучених Штатах у 2016 році та в Європі у 2020 році. У Сполучених Штатах, 60-грамова туба коштує близько 680 доларів США, станом на 2022 рік. Хоча препарат схвалений у Великій Британії, станом на 2022 рік він не є комерційно доступним.